# Понор (Олово)
Понор је насељено мјесто у општини Олово, Босна и Херцеговина.

## Становништво
|         | 2013.      | 1991.        | 1981.        | 1971.        |
| Укупно  | 5 (100,0%) | 40 (100,0%)  | 66 (100,0%)  | 86 (100,0%)  |
| Бошњаци | 5 (100,0%) | 16 (40,00%)1 | 23 (34,85%)1 | 30 (34,88%)1 |
| Срби    | –          | 24 (60,00%)  | 43 (65,15%)  | 56 (65,12%)  |

1. 1 На пописима од 1971. до 1991. Бошњаци су пописивани углавном као Муслимани.